# Ruta Provincial 3 (San Luis)
La Ruta Provincial 3 es una carretera argentina de jurisdicción provincial que se ubica en el sudoeste de la Provincia de San Luis tiene un desarrollo norte-sur y su recorrido aproximado de 292 kilómetros con orientación noroeste desde su inicio a Unión en el kilómetro 633 de la Ruta Nacional 188 a una altitud de 307 m s. n. m. hasta su finalización en la intersección de la Ruta Nacional 146 a 676 m s. n. m. dentro de la provincia de San Luis.
El 24 de mayo de 2011, quedó inaugurada una autovía de 12 km que une la ciudad de San Luis con La Punta con un presupuesto de $ 30 480 599 llevando el nombre de Autopista 25 de Mayo. La nueva extensión carretera de 14 km llega hasta Villa de la Quebrada inaugurado el 29 de abril de 2013 con una suma de $104 695 946 y en ese mismo año llega 12 km hacia Nogolí siendo inaugurada más tarde el 17 de enero de 2015 con una suma de $107 406 188.